# 石立山
石立山（いしだてやま）は、徳島県那賀町と高知県香美市の境界に位置する山である。標高1,707.7m。四国百名山選定。

## 地理
旧那賀郡木頭村（現那賀町）と旧香美郡物部村（現香美市）の境界に位置。剣山国定公園の南端に位置。東は紅葉で有名な高の瀬峡（那賀町）、西は別府峡谷（香美市）である。
山頂には両県にまたがる祠があり、石立神社といって大山祗命・役の行者を祀る。木頭村北川の八幡神社の飛地境内社である。かつては7月19日の祭礼には大勢の人々が登った。
山頂はなだらかで土佐湾や剣山などがよく見える。頂上一帯には石灰岩が多く、断崖や特異な高山植物も見られ、ダケカンバも多い。

## 登山コース
- 国道195号から別府(べふ)峡温泉の東側Ｔ字路を北進、ふるさと林道大栃線に入って別府峡谷登山口（大駐車場あり）から赤い鉄橋を渡り、さらに竜頭谷を渡って尾根を直登して西峰から頂上に至るコース。
- 国道195号の四足峠トンネル東側にある日和田集落からのコース。

いずれも、健脚向きで片道5時間以上は予定すること。

## ギャラリー

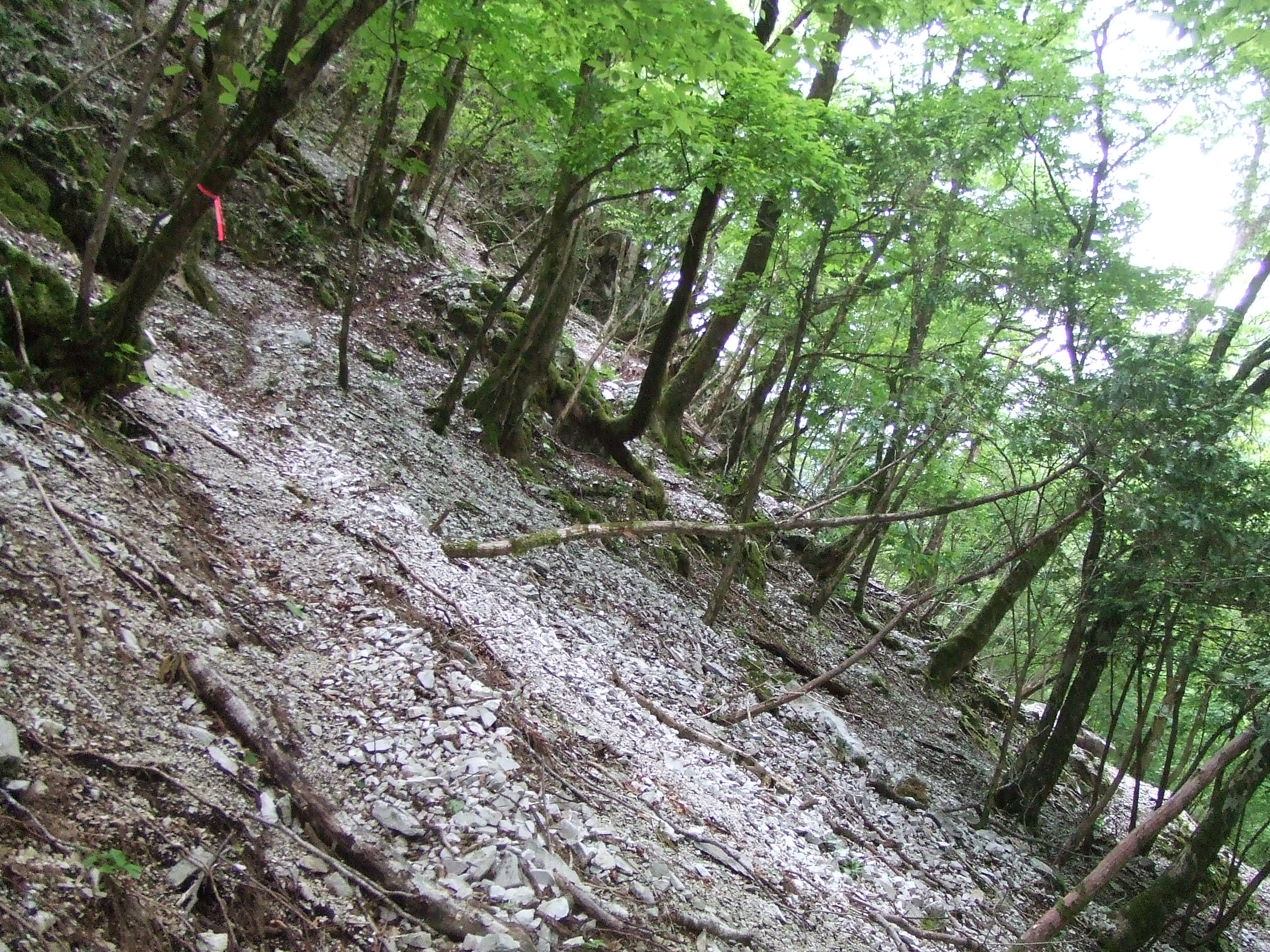
登山道の序盤
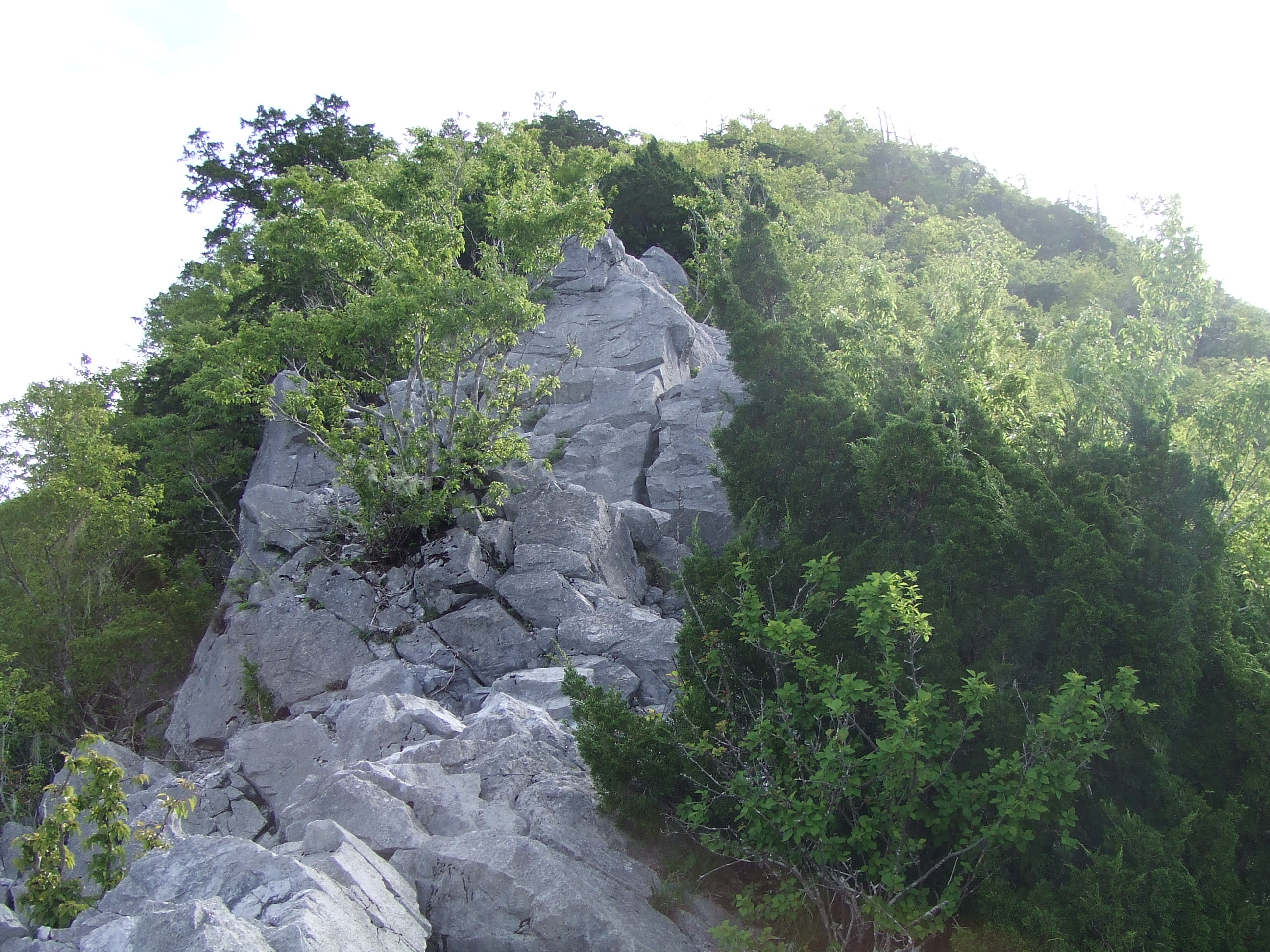
登山道の中盤
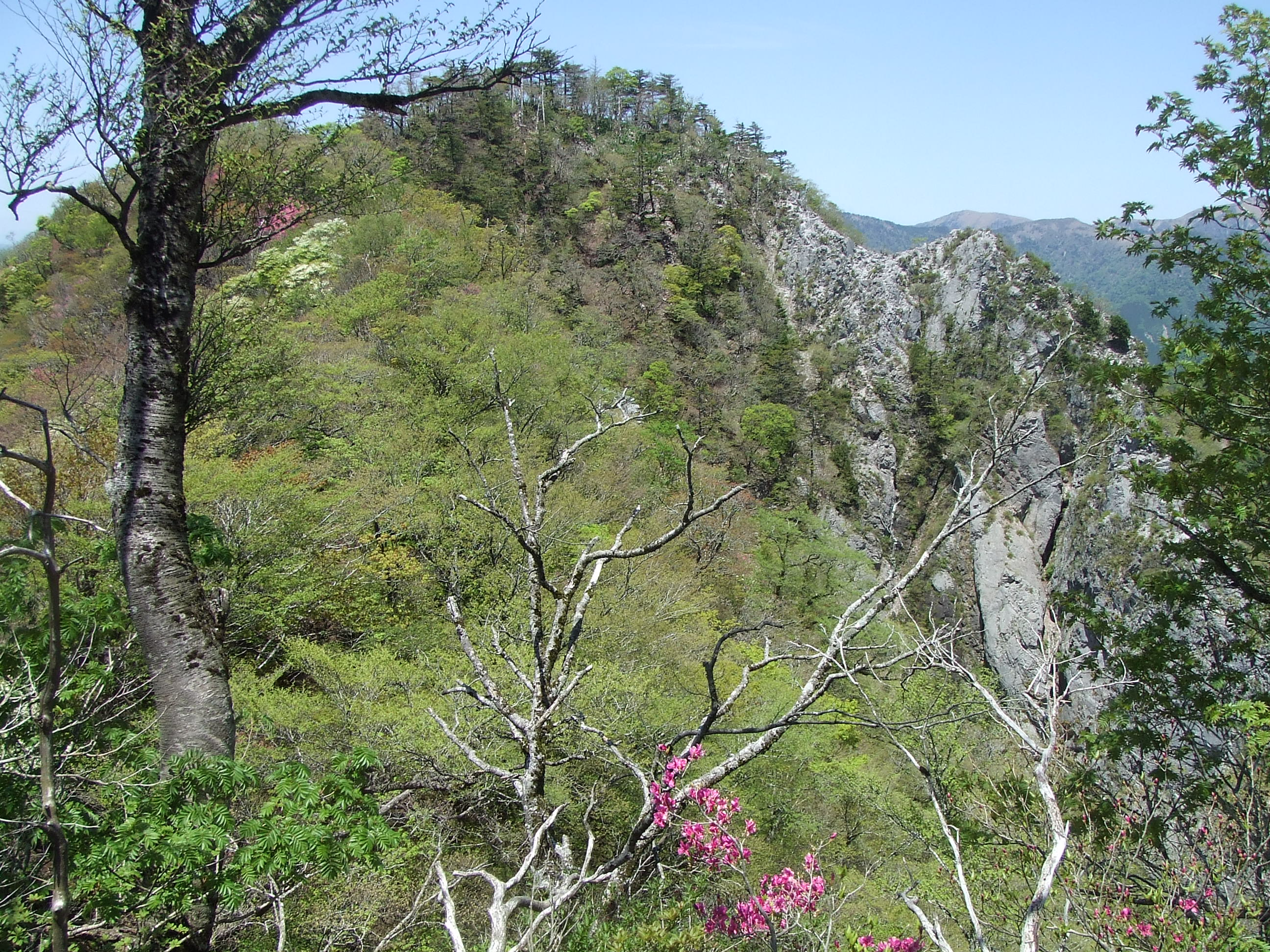
西峰
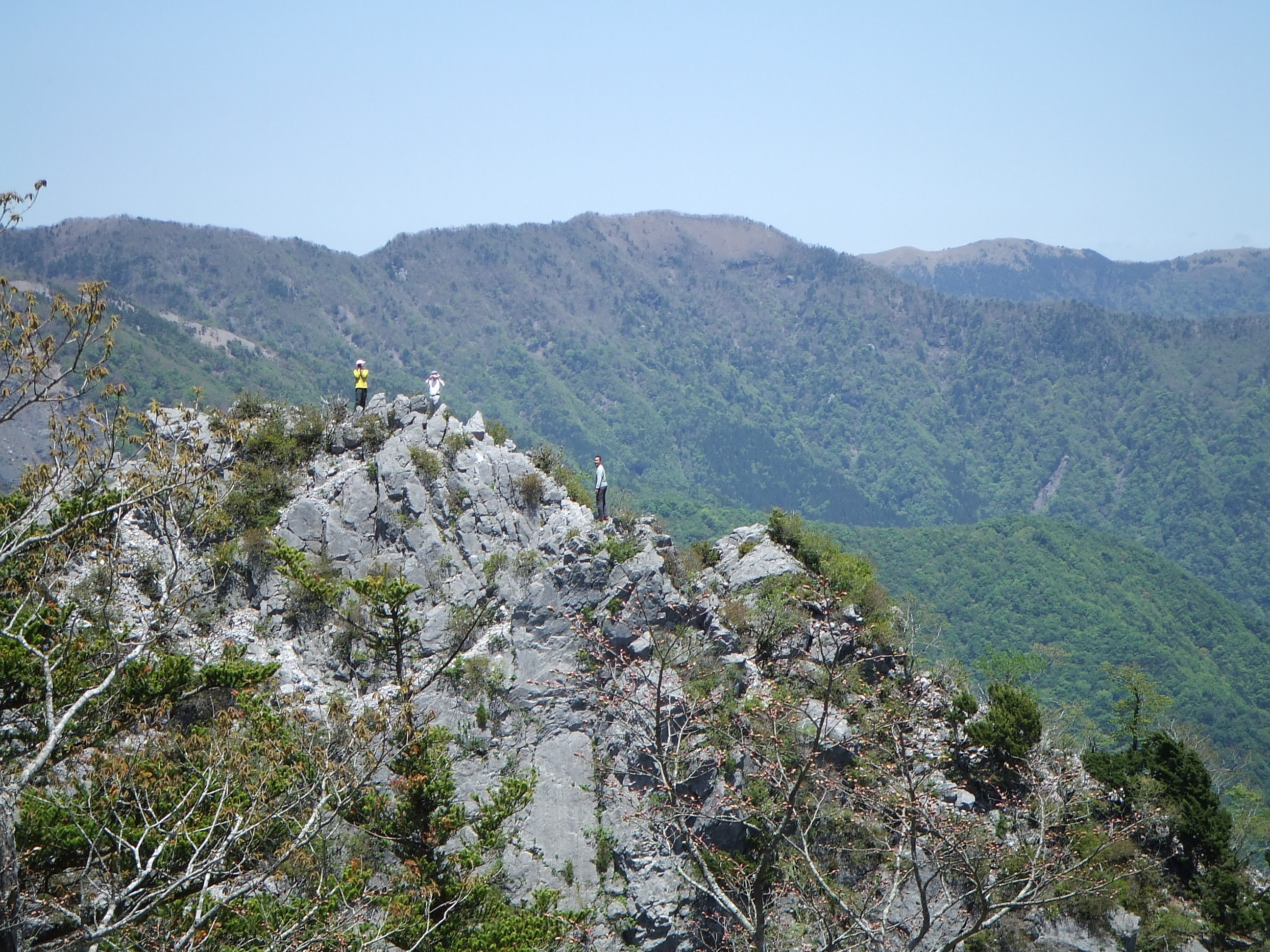
捨身嶽
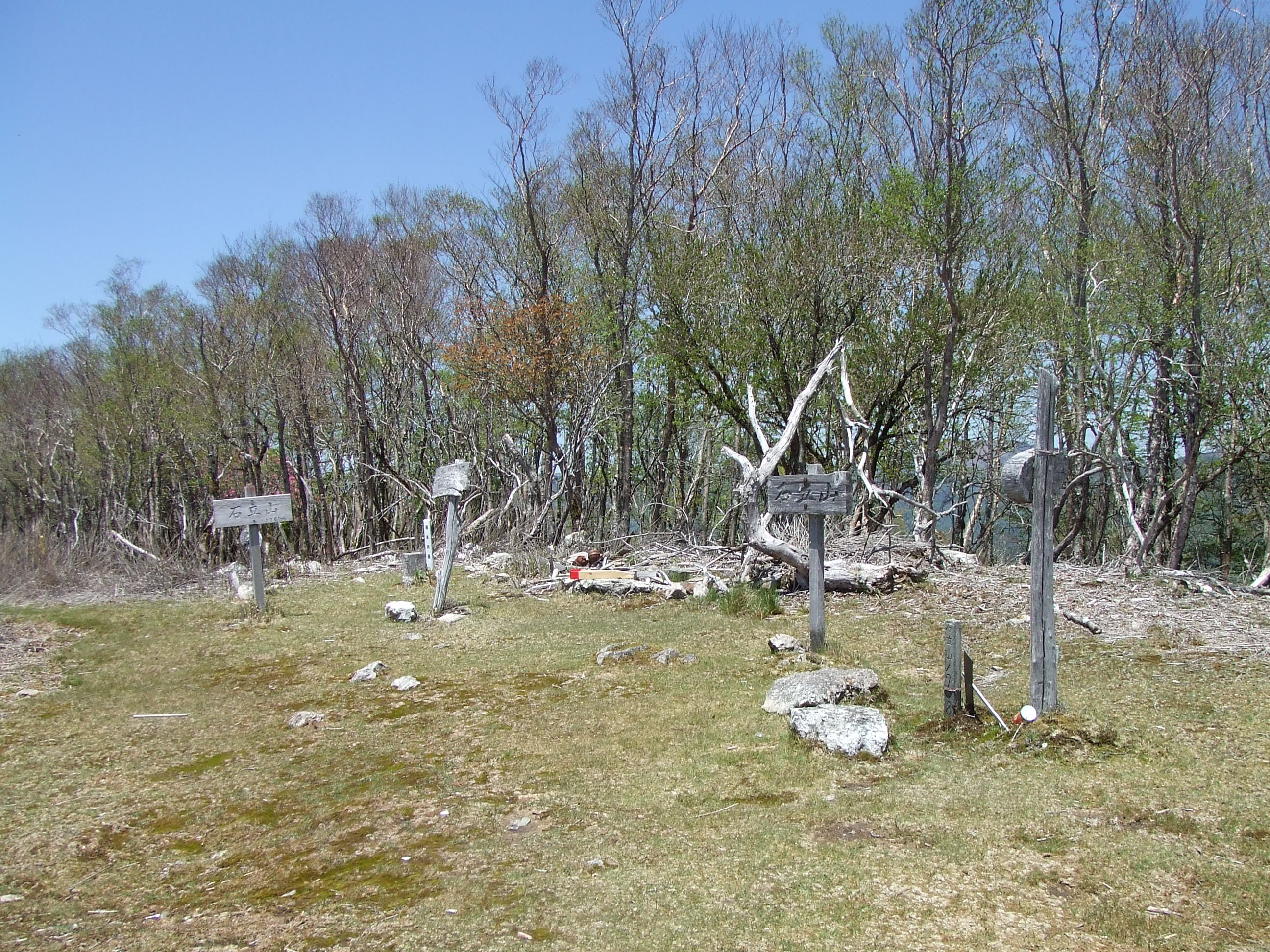
頂上